# Besanosaurus
Besanosaurus (nombre que significa "lagarto de Besano" (Lombardía, en el norte de Italia) es un género de ictiosaurio de gran tamaño (que es un reptil marino, no un dinosaurio) que vivió durante el periodo Triásico Medio, hace aproximadamente 235 millones de años. Este animal marino podría ser un miembro de la familia Shastasauridae, siendo nombrado por Dal Sasso y Pinna en 1996. La especie tipo es Besanosaurus leptorhynchus que traduce "reptil de hocico largo de Besano."

## Descripción

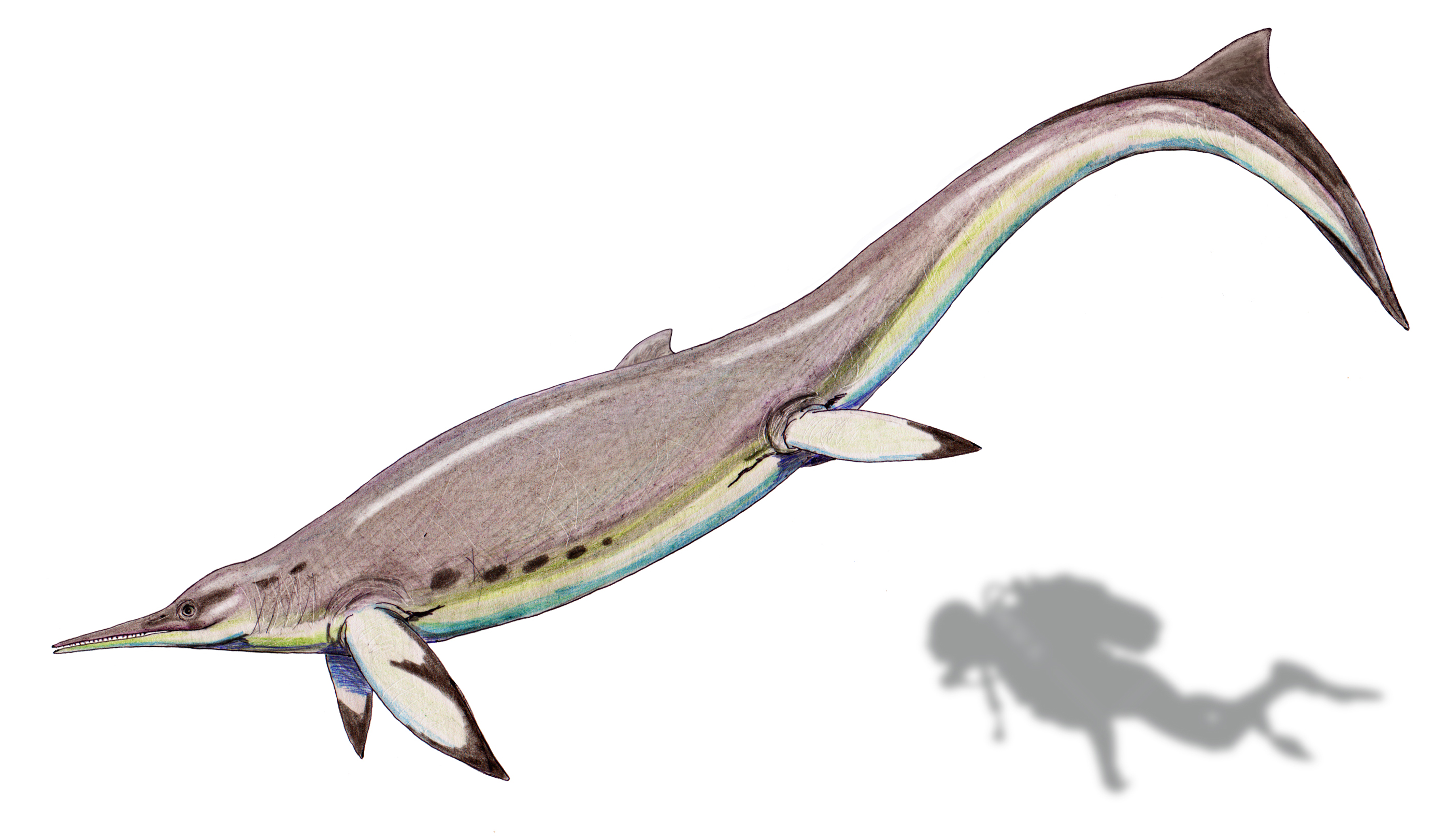
Recreación.

Besanosaurus era un reptil de cerca de 6 metros de longitud y tenía un perfil similar al de los delfines y forma similar al extinto Basilosaurus.  Tenía un hocico delgado, algunos dientes pequeños, carecía de aleta dorsal y poseía una cola larga y delgada. Parece haber sido un nadador que ondulaba su cuerpo de manera similar a una anguila, de modo que debió tener una modesta velocidad pero era capaz de una rápida aceleración y buena maniobrabilidad, ideales para su hábitat de mares tropicales costeros, similares al actual Mar Caribe. Besanosaurs era un carnívoro que comía mayormente peces pequeños, cefalópodos y otros reptiles marinos. Probablemente era de reproducción ovovivípara, lo que significa que los huevos se incubaban dentro del cuerpo y así nacían ya desarrollados.

## Descubrimiento
Los huesos fósiles del Besanosaurus fueron descubiertos por primera vez en el cantera "Sasso Caldo" en la primavera de 1993 por los voluntarios del grupo paleontológico de Besano, un pequeño pueblo en la región de Lombardía en el norte italiano. El fósil estaba casi completamente incrustado en la roca y al principio sólo se lo podía ver a través de rayos x; para detectar el contenido de las 38 losas de piedra en las que se distribuía el esqueleto, hicieron falta 145 radiografías. El esqueleto de Besanosaurus salió a la luz en el laboratorio paleontológico del Museo Civico di Storia Naturale di Milano después de  16.500 horas de preparación. Los preparadores removieron la roca que aprisionaba al fósil paso a paso, trabajando bajo un estereomicroscopio con formones, agujas y alfileres. Las 38 losas fueron re-ensambladas y una matriz de goma de silicona fue hecha, con lo que se obtuvo un molde del espécimen original.